# Krystyna Miłobędzka
Krystyna Miłobędzka (ur. 8 czerwca 1932 w Margoninie, zm. 17 kwietnia 2025) – polska poetka, dramaturżka, doktor nauk humanistycznych.

## Życiorys
Ojciec Krystyny Miłobędzkiej był dyrektorem Szkoły Leśnej w Margoninie i zmarł tragicznie w 1949 roku. W 1950 roku przyszła poetka rozpoczęła studia na Wydziale Filologii Polskiej Uniwersytetu Poznańskiego, a od 1953 roku kontynuowała je na Wydziale Filologicznym Uniwersytetu Wrocławskiego, gdzie uzyskała tytuł magistra. Jako poetka debiutowała w roku 1960 cyklem Anaglify, opublikowanym w „Twórczości”. Pierwszy tom poezji Pokrewne ukazał się w 1970 roku. W 1983 uzyskała stopień naukowy doktora na Uniwersytecie Śląskim.
Laureatka nagród poetyckich, w tym: nagrody im. Barbary Sadowskiej (1992), Fundacji Kultury (1993), nagrody Ministra Kultury (2001) oraz Nagrody Literackiej Czterech Kolumn za całokształt twórczości (2003), nagrody Poznańskiego Przeglądu Nowości Wydawniczych (2004) oraz Prezydenta Wrocławia (2004). W roku 2009 uhonorowana Nagrodą Artystyczną Miasta Poznania za całokształt twórczości poetyckiej i dramaturgicznej. Tom Po krzyku został uznany przez tygodnik Przekrój książką roku 2004 i nominowany do Nagrody Literackiej Nike w 2005. W 2013 za całokształt twórczości otrzymała Wrocławską Nagrodę Poetycką „Silesius”. Laureatka Poznańskiej Nagrody Literackiej – Nagrody im. Adama Mickiewicza 2020. W 2022 została wyróżniona Nagrodą 100-lecia ZAiKS-u.
Autorka scenariuszy przedstawień teatralnych dla dzieci i prac teoretycznych poświęconych teatrowi dziecięcemu. Najwięcej z jej scenariuszy zrealizował Teatr Lalki i Aktora Marcinek w Poznaniu. Pracowała m.in. w Instytucie Technologii Drewna w Poznaniu oraz w Teatrach Lalek w Słupsku, Wrocławiu i Wałbrzychu. Jej twórczość literacka stała się obszarem analiz naukowych. 

## Życie prywatne
Od 1957 roku jej mężem był Jerzy Miłobędzki. Później związała się z pisarzem i filozofem Andrzejem Falkiewiczem, który był jej mężem przez 40 lat.
Przez większość życia mieszkała w Puszczykowie. Matka Wojciecha.

## Twórczość

### Poezja
- Anaglify (1960) (publikowane w „Twórczości”)
- Pokrewne (1970)[15]
- Dom, pokarmy (1975)
- Wykaz treści (1984)
- Pamiętam (1992)
- Przed wierszem (1994)
- Imiesłowy (2000)
- wszystkowiersze (2000)
- Przesuwanka (2003)
- Po krzyku (2004) – nominacja do Nagrody Literackiej Nike 2005[16]
- Zbierane  (1960-2005, 2006)
- Gubione (2008) – Wrocławska Nagroda Poetycka „Silesius” 2009 za książkę roku[17]
- Dwanaście wierszy w kolorze (2012)
- Na wysokiej górze, il. Iwona Chmielewska, Wydawnictwo Wolno (2017)[18]
- Spis z natury, Wydawnictwo Wolno (2019)[19]
- jest / jestem (wiersze wybrane 1960 / 2020), Wydawnictwo Wolno (2020)[20][15][21]
- ciebie ode mnie (wspólnie z Hanią Rani), Wydawnictwo Wolno (2022), ISBN 978-83-959390-9-9 – nominacja w konkursie PTWK Najpiękniejsze Polskie Książki 2022.

### Dramat
- Siała baba mak (Wydawnictwo A, Wrocław 1995)
- Gdzie baba siała mak (Biuro Literackie, Wrocław 2012)

### Prace teoretyczne
- Teatr Jana Dormana (Poznań 1990)
- W widnokręgu Odmieńca (Biuro Literackie, Wrocław 2009)

### Rozmowy
- Jarosław Borowiec, Szare światło. Rozmowy z Krystyną Miłobędzką i Andrzejem Falkiewiczem (Biuro Literackie, Wrocław 2009)

### Opracowania
- Miłobędzka wielokrotnie, pod red. Piotra Śliwińskiego (WBPiCAK, Poznań 2008)
- Wielogłos. Krystyna Miłobędzka w recenzjach, szkicach, rozmowach, wybór, opracowanie i redakcja Jarosław Borowiec (Biuro Literackie, Wrocław 2012)